# Georg Balthasar Wohlfahrt
Georg Balthasar Wohlfahrt (*  11. Juni 1607 in Schweinfurt; † 31. Januar 1674 ebenda) war ein deutscher Arzt und Mitgründer der Academia Naturae Curiosorum, der späteren Deutschen Akademie der Naturforscher Leopoldina.

## Leben
Sein Vater Georg war ein protestantischer Flüchtling aus der Steiermark und Chirurg, später Ratsherr von Schweinfurt, seine Mutter war die Tochter eines Stahl- und Einzelhändlers in Schleiz. Nach dem Tod der Mutter 1610 heiratete der Vater 1611 erneut. Seine neue Frau Dorothea war die verwitwete Tochter des Schweinfurter Bürgermeisters Johann Fischer. Wohlfahrt erhielt Privatunterricht und wurde von seinem Vater in die Medizin eingeführt. Außerdem ging er nach Kitzingen in die Apothekerlehre und studierte dann ab 1629 Medizin in Altdorf (bei Caspar Hofmann), Straßburg und Basel, woran sich eine Schweiz- und Italien-Reise anschloss. Nachdem er 1634 in Altdorf promoviert wurde, ging er auf dringenden Wunsch des Vaters nach Schweinfurt zurück. Ebenfalls 1634 heiratete er in Schweinfurt (die Ehe blieb kinderlos, seine Frau starb 1673). Danach war er praktischer Arzt in Schweinfurt.
Wohlfahrt war mit den Ärzten Johann Michael Fehr, Georg Balthasar Metzger und Johann Lorenz Bausch am 1. Januar 1652 (Matrikel-Nr. 4) mit dem Beinamen Alceus einer der Gründer der Academia Naturae Curiosorum in Schweinfurt.
Seine Schwester Ursula war mit dem Rektor der Schweinfurter Lateinschule Wilhelm Barger verheiratet.